# Kościół Maryi Panny w Bremie

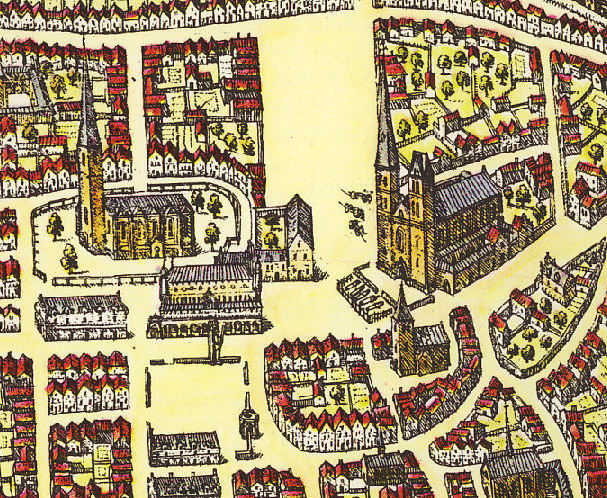
Fragment miedziorytu Fransa Hogenberga z 1589: po lewej – kościół Najświętszej Maryi Panny, poniżej niego – Marktplatz z ratuszem, po prawej – katedra.

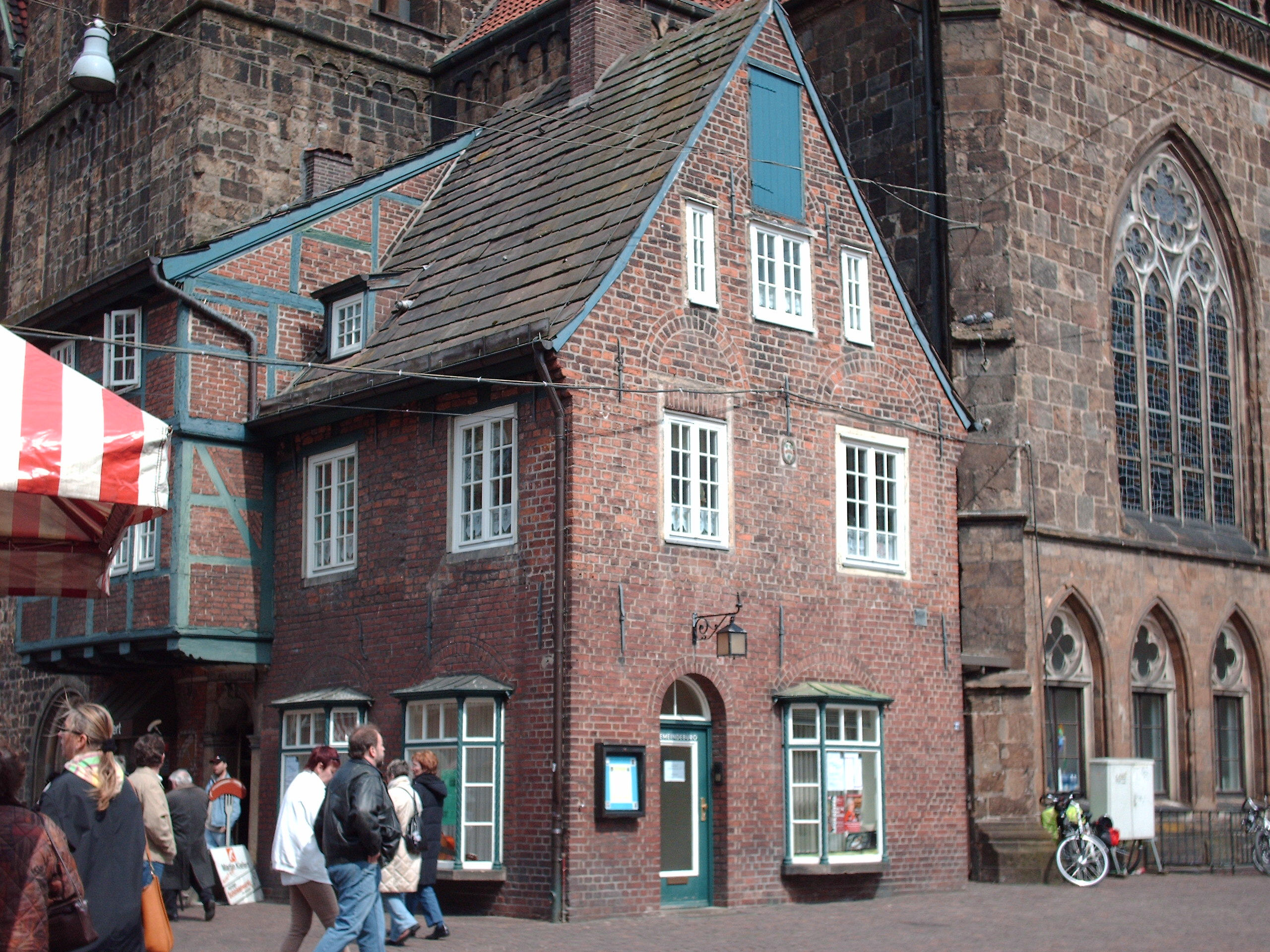
Budynek plebanii z prawej strony kościoła, wykorzystywany jako biuro parafialne oraz jako gospoda.

Kościół Maryi Panny w Bremie (niem. Liebfrauenkirche lub die Kirche Unser Lieben Frauen) – kościół ewangelicko-luterański położony w centrum Bremy przy placu Unser-Lieben-Frauen-Kirchhof, na północny zachód od placu Marktplatz. Jest obok katedry najstarszym kościołem miasta.

## Historia
Pierwotnie kościół nosił wezwanie św. Wita i służył jako kościół targowy miasta (niem. Marktkirche) później też jako kościół rajców miejskich (niem. Ratskirche). Ok. 1020 powstała nowa budowla, z której do dziś zachowała się tylko krypta ze średniowiecznymi malowidłami ściennymi. W poł. Ok. 1220 otrzymał wezwanie Maryi Panny a po 1230 został przebudowany w stylu wczesnogotyckim na kościół halowy. Wtedy też powstała fasada zachodnia w typie westwerku z dwiema wieżami. W wieży północnej mieściło się przez dłuższy czas archiwum rady miejskiej. W XIV w. poszerzono prezbiterium.
W 1944 wnętrze kościoła częściowo się wypaliło. Przepadło jego cale neogotyckie wyposażenie. W latach 1958–1965 ukształtowano wnętrze kościoła na nowo według planów architekta Dietera Oesterlena. Najważniejszą zmianą, jaka miała miejsce, było skucie średniowiecznych tynków i resztek malowideł ściennych i odsłonięcie nagich, kamiennych ścian. Taki stan zachował się do chwili obecnej. W zniszczone w czasie drugiej wojny światowej okna wstawiono w latach 1966–1969 witraże, dzieło francuskiego artysty-malarza Alfreda Manessiera.

## Wybitne osobistości w dziejach kościoła
- Jacobus Probst (1524–1562) – pastor i superintendent, inicjator wprowadzenia nabożeństw luterańskich w Bremie
- Ludwig Crocius (1628–1652) – kaznodzieja, uczestnik synodu kościołów reformowanych w Dordrechcie, profesor  teologii i filozofii w bremeńskim Gymnasium Illustre
- Johannes Daniel Volkmann (1878–1944) – od 1906 diakon w parafii, później parafialny inwestor budowlany
- Gottfried Sprondel (1930–1992) – pastor w latach 1959–1976, superintendent krajowy w diecezjach Hanower i Osnabrück Ewangelicko-Luterańskiego Kościoła Krajowego Hanoweru

## Wspólnota parafialna
Nabożeństwa w niedziele i dni świąteczne są w kościele o godz. 10:30. Parafia utrzymuje znany, regionalny chłopięcy chór muzyczny Bremer-Knabenchor, założony w 1945 przez kantora Haralda Wolffa.

## Architektura
Kościół Maryi Panny w Bremie ma dwie wieże. Wieża północna jest wyższa i ma wysokość 86 m, jest więc drugą pod względem wysokości w mieście po wieżach katedralnych. Jej szerokość wynosi 9,4 m. Zegar wieżowy znajduje się na wysokości 37,4 m. Południowa wieża jest niższa; ma wysokość ok. 30,5 m i szerokość ok. 8,3 m. Wysokość dachu kościoła wynosi 22,9 m.
Długość kościoła wynosi prawie 59 m a łączna szerokość ok. 34 m.

Chór
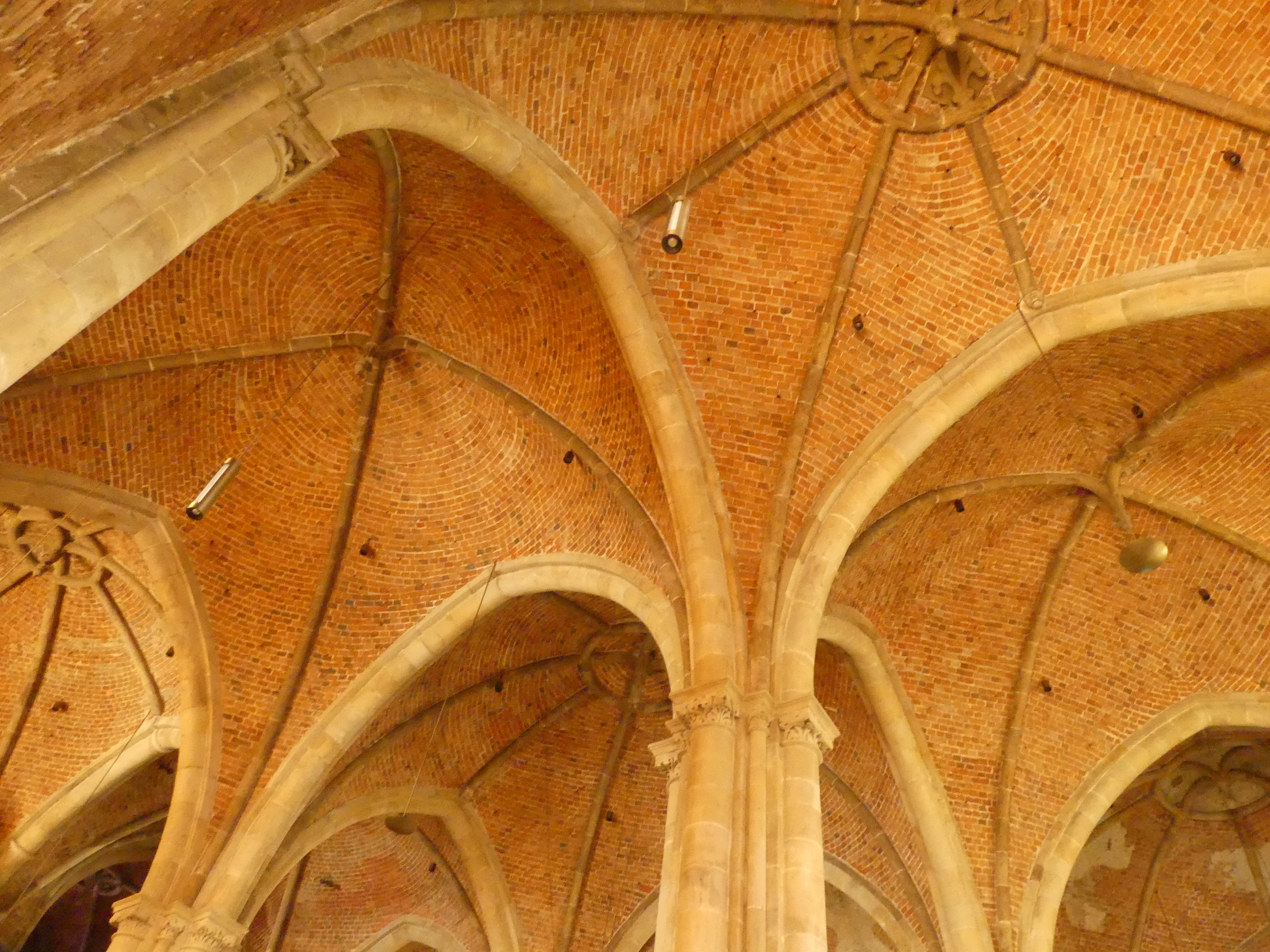
Sklepenie halowej
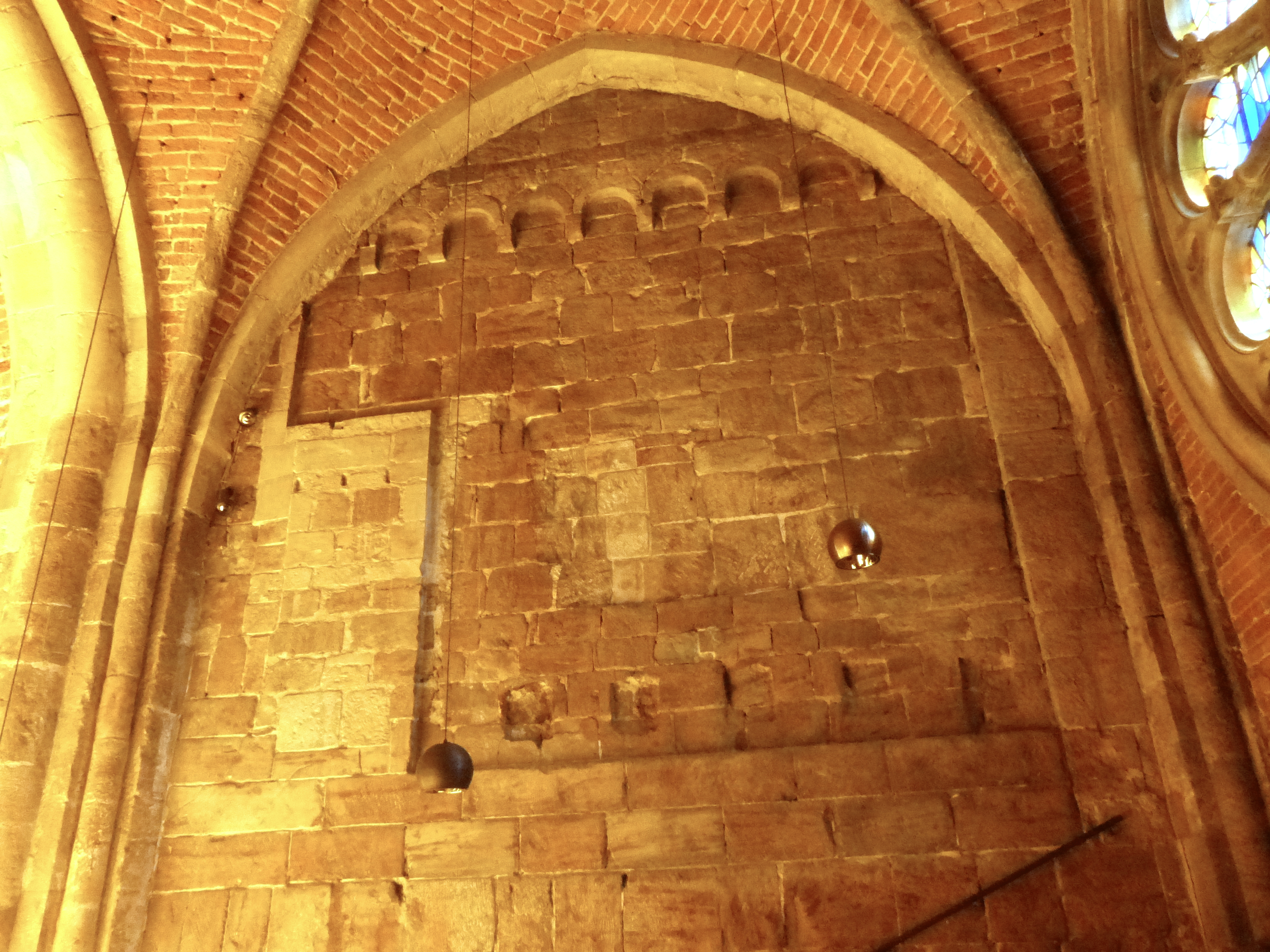
Strona północna wieży południowy w nawie

### Dzwony
Kościół ma jeden dzwon kościelny oraz jeden dzwon zegarowy. Dzwon kościelny (wiszący w prawej wieży) został odlany w XIII lub XIV w. i ma tonację c'. Dzwon zegarowy, wiszący w lewej wieży, ma tonację gis'.